# Welwel
Welwel (également translittéré Walwal; et en italien Ual-Ual), est une ville située dans l’Ogaden, dans l'est de l'Éthiopie. Située dans la zone Werder de la région Somali, cette ville a une longitude et la latitude de 7° 03′ N, 45° 24′ E. Son altitude est de 570 mètres. L'Agence centrale des statistiques n'a pas publié d'estimation de sa population en 2005.
Welwel était l'oasis en Éthiopie où un affrontement frontalier est survenu en 1934 entre le royaume d'Italie et de l'empire d'Éthiopie. Benito Mussolini a utilisé cet incident comme un prétexte pour envahir l'Éthiopie, qui a conduit à la seconde guerre italo-éthiopienne.
Des dossiers sur le site de l’Institut d'Afrique septentrional fournissent des détails sur le puits de forage pétrolier foré à Welwel par Sinclair Oil en 1955, et l’école élémentaire Fitawrari Wolde Amanuel à Welwel en 1968.